# 马尔恰诺-代拉基亚纳
马尔恰诺-代拉基亚纳（義大利語：Marciano della Chiana），是意大利托斯卡纳大区阿雷佐省的一个市镇。总面积23.71平方公里，人口3367人，人口密度142.0人/平方公里（2009年）。ISTAT代码为051022。